# Na Praia
Na Praia é o terceiro álbum ao vivo da dupla sertaneja Matheus & Kauan lançado no dia 26 de fevereiro de 2016 pela Universal Music. O trabalho traz sucessos e músicas inéditas, gravados em uma praia artificial no Lago Paranoá em Brasília no dia 30 de agosto de 2015. A produção musical ficou por conta do Maestro Pinocchio e a direção do DVD por conta de Anselmo Troncoso.

## Lista de faixas
| N.º | Título                                   | Duração |  |
| 1.  | "A Rosa e o Beija-Flor"                  | 2:50    |  |
| 2.  | "O Nosso Santo Bateu"                    | 3:07    |  |
| 3.  | "Casou Certinho"                         | 2:33    |  |
| 4.  | "Incerteza"                              | 3:09    |  |
| 5.  | "Decide Aí"                              | 2:42    |  |
| 6.  | "Ser Humano Ou Anjo"                     | 2:55    |  |
| 7.  | "Que Sorte a Nossa"                      | 3:41    |  |
| 8.  | "Abelha Sem Mel"                         | 3:14    |  |
| 9.  | "Te Amo a Beça"                          | 3:08    |  |
| 10. | "Sou Ciumento Mesmo"                     | 3:13    |  |
| 11. | "Me Amar Amanhã"                         | 2:46    |  |
| 12. | "Se Entrega"                             | 3:34    |  |
| 13. | "Tô Melhor Solteiro"                     | 2:23    |  |
| 14. | "Face a Face"                            | 3:35    |  |
| 15. | "Não Dá Tempo de Sofrer (Bônus Estúdio)" | 2:44    |  |
| 16. | "Abajur (Bônus Estúdio)"                 | 2:46    |  |

| DVD |                                  |         |  |
| N.º | Título                           | Duração |  |
| 1.  | "A Rosa e o Beija-Flor"          |         |  |
| 2.  | "Segunda Opção"                  |         |  |
| 3.  | "O Nosso Santo Bateu"            |         |  |
| 4.  | "Casou Certinho"                 |         |  |
| 5.  | "Incerteza"                      |         |  |
| 6.  | "Decide Aí"                      |         |  |
| 7.  | "Ser Humano Ou Anjo"             |         |  |
| 8.  | "Que Sorte a Nossa"              |         |  |
| 9.  | "Abelha Sem Mel"                 |         |  |
| 10. | "Te Amo a Beça"                  |         |  |
| 11. | "Sou Ciumento Mesmo"             |         |  |
| 12. | "Mundo Paralelo"                 |         |  |
| 13. | "Me Amar Amanhhã"                |         |  |
| 14. | "É Hoje"                         |         |  |
| 15. | "Se Entrega"                     |         |  |
| 16. | "Tô Melhor Solteiro"             |         |  |
| 17. | "Meu Oxigênio"                   |         |  |
| 18. | "Sofro Tudo de Novo"             |         |  |
| 19. | "Se Tem Paixão"                  |         |  |
| 20. | "Face a Face"                    |         |  |
| 21. | "Encerramento: Invasão do Tempo" |         |  |

| DVD (Extras) |                          |         |  |
| N.º          | Título                   | Duração |  |
| 22.          | "Não Dá Tempo de Sofrer" |         |  |
| 23.          | "Making Of"              |         |  |

## Desempenho nas paradas

### CD
| Paradas (2016)               | Melhor posição |
| ---------------------------- | -------------- |
| Brasil (TOP 20 Semanal ABPD) | 9              |

### DVD
| Paradas (2016)               | Melhor posição |
| ---------------------------- | -------------- |
| Brasil (TOP 20 Semanal ABPD) | 5              |